# Долідзе Сіко Віссаріонович
Долі́дзе Сіко́ Віссаріо́нович (24 січня (6 лютого) 1903, Озургеті — 17 липня 1983) — радянський кінорежисер, сценарист грузинського походження. Народний артист СРСР з 1965 року. Член КПРС з 1941 року.

## Біографія
У 1925 закінчив Тбіліський університет (історико-філологічний факультет). Одна з перших значних робіт — «Останні хрестоносці» 1934 року. Депутат Верховної Ради Грузинської РСР 4-го скликання. Державна премія СРСР (1950 рік). Нагороджений 3 орденами, а також медалями.

## Фільмографія

### Режисер
- У країні хмар (1932 рік)
- Останні хрестоносці (1934 рік)
- Даріко (1936 рік)
- Дружба (1940 рік)
- Щит Джургая (1944 рік)
- Бабка (1954 рік)
- Гімн Етері (1957 рік)
- Фатіма (1959 рік)
- День останній, день перший (1959 рік)
- Озеро Паліастомі (1963 рік)
- Два життя (1966 рік)
- Місто пробуджується рано (1967 рік)
- Сади Семіраміди (1970 рік)
- Втеча удосвіта (1975 рік)
- А чи людина він? (1979 рік)
- Кукарача (1982 рік)

### Сценарист
- Моя бабуся (1929 рік)
- Камера номер 79 (1930 рік)
- У країні хмар (1932 рік)
- Останні хрестоносці (1934 рік)
- Даріко (1936 рік)
- Дружба (1940 рік)
- Щит Джургая (1944 рік)
- Гімн Етері (1957 рік)
- Весілля сойок (1957 рік), мультфільм
- Фатіма (1959 рік)
- День останній, день перший (1959 рік)
- Озеро Паліастомі (1963 рік)
- Мишоловка (1965 рік), мультфільм
- Два життя (1966 рік)
- Місто пробуджується рано (1967 рік)
- Сади Семіраміди (1970 рік)
- Втеча удосвіта (1975 рік)
- Ювілей солов'я (1978 рік), мультфільм
- А чи людина він? (1979 рік)
- Строкатий метелик (1981 рік), мультфільм
- Кукарача (1982 рік)